# یلوه سینه‌توسی
یلوه سینه‌توسی(نام علمی: Gallirallus striatus) نام یک گونه از تیره یلوگان است.